# Moritz Blodeck
Moritz Blodeck (Blodek), ook wel Mario Blodeck (geboren 1847) was een Noors cellist van Tsjechische komaf.
Blodeck kreeg zijn muzikale opleiding aan het Conservatorium van Praag. Hij maakte concertreizen door Oostenrijk-Hongarije, Rusland, Noorwegen en Zweden. Hij ging ook op concertreis met de violist Ole Bull. Hij maakte destijds enige deel uit van het orkest van het Christiania Theater. In de jaren negentig vertrok hij naar de Verenigde Staten. Hij richtte daar samen met Richard Stoelzer eerst de Boston Symphony Club op, maar moest die naam loslaten in verband met Boston Symphony Orchestra. Vervolgens trokken de heren onder de naam Mozart Symphony Club door Amerika. Blodeck beperkte zich daarbij niet alleen tot de cello maar hij bespeelde ook de Viola da gamba. 
Een concert:
- 13 februari 1877: hij speelde samen met Agathe Backer-Grøndahl en Gudbrand Bohn een pianotrio van Ludwig van Beethoven.
- 15 oktober 1885: samen met pianist Iwan Range een kamermuziekoptreden in Stavanger
- 11 april 1886: Concert met onder andere Ragna Goplen